# باريس تورز 1968
باريس تورز 1968 هو سباق دراجات هوائية، وهو الموسم رقم 62 من باريس تورز، وأقيم في 6 أكتوبر 1968.
فاز بالمركز الأول غويدو رييبروك، وبالمركز الثاني والتر جوديفروت، وبالمركز الثالث إريك ليمان.

## الفائزون
| الترتيب | الفائز         |
| ------- | -------------- |
| الفائز  | غويدو رييبروك  |
| الثاني  | والتر جوديفروت |
| الثالث  | إريك ليمان     |